# Pedro Canário
Pedro Canário är en kommun i Brasilien.   Den ligger i delstaten Espírito Santo, i den sydöstra delen av landet, 900 km öster om huvudstaden Brasília. Antalet invånare är 23 789.
Omgivningarna runt Pedro Canário är huvudsakligen savann. Runt Pedro Canário är det ganska glesbefolkat, med 40 invånare per kvadratkilometer.